# Erik Schmidt (Handballspieler)
Erik Schmidt (* 28. Dezember 1992 in Mainz) ist ein deutscher Handballspieler. Der Kreisläufer spielt seit 2024 für den griechischen Erstligisten AEK Athen.

## Karriere

### Verein
Erik Schmidt begann mit dem Handballspielen bei der TG 1862 Rüsselsheim. Über die TSG Münster, die SG Wallau und den TV Großwallstadt kam der 2,04 Meter große Kreisläufer im Winter 2010 zum TV Groß-Umstadt, mit dem er in der 3. Liga spielte. 2012 wechselte er zum Zweitligisten TSG Friesenheim, mit dem er 2014 in die Handball-Bundesliga aufstieg. Ab dem Sommer 2015 lief er für die TSV Hannover-Burgdorf auf. Zur Saison 2017/18 wechselte er zu den Füchsen Berlin, wo er im Mai 2016 einen Dreijahresvertrag unterschrieb. Mit den Füchsen Berlin gewann er 2018 den EHF-Pokal. 2019 erreichte er mit den Füchsen die Final Fours im EHF Cup und DHB-Pokal. In der Saison 2019/20 lief er für den SC Magdeburg auf. Anschließend wechselte er zum Schweizer Erstligisten Kadetten Schaffhausen, mit dem er 2022 Schweizer Meister wurde.
Schmidt stand ab der Saison 2022/23 beim deutschen Bundesligisten HSG Wetzlar unter Vertrag. Nach Ablauf seines Zweijahresvertrages schloss er sich dem griechischen Erstligisten AEK Athen an. Mit Athen gewann er den griechischen Pokal 2025 und erreichte die Finalspiele im EHF European Cup 2024/25, die aufgrund des Nichtantretens der Athener zum Rückspiel für den RK Alkaloid gewertet wurden. Im Juni 2025 gab der Verein die Verlängerung seines Vertrages bis 2027 bekannt.

### Nationalmannschaft
Am 20. September 2014 debütierte Schmidt in der deutschen Handballnationalmannschaft in Göppingen im Testspiel gegen die Schweiz. Bei der Europameisterschaft 2016 in Polen wurde er mit der deutschen Mannschaft durch einen 24:17-Sieg über Spanien Europameister. Dafür wurde er mit der Sportplakette des Landes Rheinland-Pfalz ausgezeichnet.
Im Dezember 2017 wurde Schmidt von Nationaltrainer Christian Prokop für den erweiterten Kader für die Europameisterschaft 2018 nominiert. Er absolvierte bisher 38 Spiele, in denen er 40 Tore erzielte.

## Ligabilanz
| Saison    | Verein                | Spielklasse     | Spiele | Tore | 7-Meter | Feldtore |
| --------- | --------------------- | --------------- | ------ | ---- | ------- | -------- |
| 2014/15   | TSG Friesenheim       | Bundesliga      | 36     | 119  | 0       | 119      |
| 2015/16   | TSV Hannover-Burgdorf | Bundesliga      | 28     | 53   | 0       | 53       |
| 2016/17   | TSV Hannover-Burgdorf | Bundesliga      | 30     | 43   | 0       | 43       |
| 2017/18   | Füchse Berlin         | Bundesliga      | 32     | 44   | 0       | 44       |
| 2018/19   | Füchse Berlin         | Bundesliga      | 33     | 17   | 0       | 17       |
| 2019/20   | SC Magdeburg          | Bundesliga      | 26     | 24   | 0       | 24       |
| 2020/21   | Kadetten Schaffhausen | Handball League | 36     | 58   | 0       | 58       |
| 2021/22   | Kadetten Schaffhausen | Handball League | 31     | 45   | 0       | 45       |
| 2014–2019 | gesamt                | Bundesliga      | 185    | 300  | 0       | 300      |
| 2010–2022 | gesamt                | Handball League | 67     | 103  | 0       | 103      |
| 2014–2022 | gesamt                | Alle            | 252    | 403  | 0       | 403      |

Quelle: Spielerprofil bei der Handball-Bundesliga